# Campiglossa dorema
Campiglossa dorema är en tvåvingeart som först beskrevs av Erich Martin Hering 1941.  Campiglossa dorema ingår i släktet Campiglossa och familjen borrflugor. Inga underarter finns listade.